# Ржавчина
Ржа́вчина (устар. «ржа») — общий термин для определения оксидов железа. В разговорной речи это слово применяется к красным оксидам, образующимся в процессе реакции железа с кислородом в присутствии воды или влажного воздуха. Есть и другие формы ржавчины, например, продукт, образующийся в ходе реакции железа с хлором при отсутствии кислорода. Такое вещество образуется, в частности, на арматуре, используемой в подводных бетонных столбах, и называется зелёной ржавчиной. Несколько видов коррозии различимы зрительно или с помощью спектроскопии, они образуются при разных внешних условиях. Ржавчина состоит из гидратированного оксида железа(III) Fe2O3·nH2O и метагидроксида железа (FeO(OH), Fe(OH)3).
При наличии достаточного времени любая масса железа в присутствии воды и кислорода может в конечном итоге полностью превратиться в ржавчину. Ржавление — это общий термин для обозначения коррозии элементарного железа и его сплавов, таких как сталь. Многие другие металлы подвергаются аналогичной коррозии, но образующиеся при этом оксиды обычно не называют «ржавчиной». Ржавая поверхность не создаёт защиты для нижележащего железа, в отличие от патины, образующейся на медной поверхности, или оксида алюминия, покрывающего алюминиевые предметы.

## Физические свойства

### Причины ржавления
Если железо, содержащее какие-либо добавки и примеси (например, углерод), находится в контакте с водой, кислородом или другим сильным окислителем и/или кислотой, то оно начинает ржаветь. Если при этом присутствует соль, например, имеется контакт с солёной водой, коррозия происходит быстрее в результате электрохимических реакций. Чистое железо относительно устойчиво к воздействию чистой воды и сухого кислорода. Как и у других металлов, например, у алюминия, плотно приставшее оксидное покрытие на железе (слой пассивации) защищает основную массу железа от дальнейшего окисления. Превращение же пассивирующего слоя оксида железа в ржавчину является результатом комбинированного действия двух реагентов, как правило, кислорода и воды. Другими разрушающими факторами являются диоксид серы и углекислый газ в воде. В этих агрессивных условиях образуются различные виды гидроксида железа. В отличие от оксидов железа, гидроксиды не защищают основную массу металла. Поскольку гидроксид формируется и отслаивается от поверхности, воздействию подвергается следующий слой железа, и процесс коррозии продолжается до тех пор, пока всё железо не будет уничтожено, или в системе закончится весь кислород, вода, диоксид углерода или диоксид серы.

### Происходящие реакции
Ржавление железа — это электрохимический процесс, который начинается с переноса электронов от железа к кислороду. Скорость коррозии зависит от количества имеющейся воды и ускоряется электролитами, о чём свидетельствуют последствия применения дорожной соли на коррозию автомобилей. Ключевой реакцией является восстановление кислорода:
O2 + 4e− + 2H2O → 4OH−
Поскольку при этом образуются гидроксид-анионы, этот процесс сильно зависит от присутствия кислоты. Действительно, коррозия большинства металлов кислородом ускоряется при понижении pH. Обеспечение электронов для вышеприведённой реакции происходит при окисления железа, которое может быть описано следующим образом:
Fe → Fe2+ + 2e−
Следующая окислительно-восстановительная реакция происходит в присутствии воды и имеет решающее значение для формирования ржавчины:
4Fe2+ + O2 → 4Fe3+ + 2O2−
Кроме того, следующие многоступенчатые кислотно-щелочные реакции влияют на ход формирования ржавчины:
Fe2+ + 2H2O ⇌ Fe(OH)2 + 2H+
Fe(OH)3 ⇌ FeO(OH) + H2O
2FeO(OH) ⇌ Fe2O3 + H2O

что приводит к следующим реакциям поддержания баланса дегидратации:
Fe(OH)2 ⇌ FeO + H2O
Fe(OH)3 ⇌ FeO(OH) + H2
2FeO(OH) ⇌ Fe2O3 + H2O
Из приведённых выше уравнений видно, что формирование продуктов коррозии обусловлено наличием воды и кислорода. С ограничением растворённого кислорода на передний план выдвигаются железо(II)-содержащие материалы, в том числе FeO и чёрный магнит (Fe3O4). Высокая концентрация кислорода благоприятна для материалов с трёхвалентным железом, с номинальной формулой Fe(OH)3-xOx/2. Характер коррозии меняется со временем, отражая медленные скорости реакций твёрдых тел.
Кроме того, эти сложные процессы зависят от присутствия других ионов, таких как Ca2+, которые служат в качестве электролита, и таким образом, ускоряют образование ржавчины, или в сочетании с гидроксидами и оксидами железа образуют различные осадки вида Ca-Fe-O-OH.
Более того, цвет ржавчины можно использовать для проверки наличия ионов Fe2+, которые меняют цвет ржавчины с жёлтого на синий.

## Предотвращение ржавления
Ржавчина является проницаемой для воздуха и воды, поэтому внутрилежащее железо продолжает разъедаться. Предотвращение ржавчины, следовательно, требует покрытия, которое исключает образование ржавчины. На поверхности нержавеющей стали образуется пассивирующий слой оксида хрома(III). Подобное проявление пассивации происходит с магнием, титаном, цинком, оксидом цинка, алюминием, полианилином и другими электропроводящими полимерами.

### Гальванизация
Хорошим подходом к предотвращению ржавчины является метод гальванизации, который обычно заключается в нанесении на защищаемый объект слоя цинка либо методом горячего цинкования, либо методом гальванотехники. Цинк традиционно используется, потому что он достаточно дёшев, обладает хорошей адгезией к стали и обеспечивает катодную защиту на стальную поверхность в случае повреждения цинкового слоя. В более агрессивных средах (таких, как солёная вода), предпочтительнее кадмий. Гальванизация часто не попадает на швы, отверстия и стыки, через которые наносилось покрытие. В этих случаях покрытие обеспечивает катодную защиту металла, где оно выступает в роли гальванического анода, на который прежде всего и воздействует коррозия. В более современные покрытия добавляют алюминий, новый материал называется цинк-алюм. Алюминий в покрытии мигрирует, покрывая царапины и, таким образом, обеспечивая более длительную защиту. Этот метод основан на применении оксидов алюминия и цинка, защищающих царапины на поверхности, в отличие от процесса оксидизации, как в случае применения гальванического анода. В некоторых случаях при очень агрессивных средах или длительных сроках эксплуатации применяются одновременно и гальванизация цинком, и другие защитные покрытия, чтобы обеспечить надёжную защиту от коррозии.

### Катодная защита
Катодная защита является методом, используемым для предотвращения коррозии в скрытых под землёй или под водой структурах путём подачи электрического заряда, который подавляет электрохимические реакции. Если её правильно применять, коррозия может быть остановлена полностью. В своей простейшей форме это достигается путём соединения защищаемого объекта с протекторным анодом, в результате чего на поверхности железа или стали происходит только катодный процесс. Протекторный анод должен быть сделан из металла с более отрицательным электродным потенциалом, чем железо или сталь, обычно это цинк, алюминий или магний.

### Лакокрасочные и другие защитные покрытия
От ржавчины можно предохранять с помощью лакокрасочных и других защитных покрытий, которые изолируют железо из окружающей среды. Большие поверхности, поделённые на секции, как например, корпуса судов и современных автомобилей, часто покрывают продуктами на основе воска. Такие средства обработки содержат также ингибиторы коррозии. Покрытие стальной арматуры бетоном (железобетон) обеспечивает некоторую защиту стали в среде с высоким рН. Однако коррозия стали в бетоне всё ещё является проблемой.

### Покрытие слоем металла
- Оцинковка (оцинкованное железо/сталь): железо или сталь покрываются слоем цинка. Может использоваться метод горячего цинкования или метод цинкового дутья.
- Лужение: мягкая листовая сталь покрывается слоем олова. В настоящее время практически не используется из-за высокой стоимости олова.
- Хромирование: тонкий слой хрома наносится электролитическим способом на сталь, обеспечивая как защиту от коррозии, так и яркий, полированный внешний вид. Часто используется в блестящих компонентах велосипедов, мотоциклов и автомобилей.

### Воронение
Воронение — это способ, который может обеспечить ограниченную устойчивость к коррозии для мелких предметов из стали, таких как огнестрельное оружие и др. Способ состоит в получении на поверхности углеродистой или низколегированной стали или чугуна слоя окислов железа толщиной 1—10 мкм. Для придания блеска, а также для улучшения защитных свойств окисной плёнки, её пропитывают минеральным или растительным маслом.

### Снижение влажности
Ржавчины можно избежать, снижая влажность окружающего железо воздуха. Этого можно добиться, например, с помощью силикагеля.

### Ингибиторы
Ингибиторы коррозии, как, например, газообразные или летучие ингибиторы, можно использовать для предотвращения коррозии в закрытых системах. Некоторые ингибиторы коррозии чрезвычайно ядовиты. Одним из лучших ингибиторов выступают соли технециевой кислоты.

## Экономический эффект
Ржавчина вызывает деградацию изделий и конструкций, изготовленных из материалов на основе железа. Поскольку ржавчина имеет гораздо больший объём, чем исходное железо, её нарост ведёт к быстрому разрушению конструкции, усиливая коррозию на прилегающих к нему участках — явление, называемое поеданием ржавчиной. Это явление стало причиной разрушения моста через реку Мианус (штат Коннектикут, США) в 1983 году, когда подшипники подъёмного механизма полностью проржавели изнутри. В результате этот механизм зацепил за угол одной из дорожных плит и сдвинул её с опор. Ржавчина была также главной причиной разрушения Серебряного моста в Западной Вирджинии в 1967 году, когда стальной висячий мост рухнул меньше, чем за минуту. Погибли 46 водителей и пассажиров, находившихся в то время на мосту.
Мост Кинзу в штате Пенсильвания был снесён смерчем в 2003 году в значительной степени потому, что центральные опорные болты, соединяющие сооружение с землёй, проржавели, из-за чего мост держался лишь под действием силы тяжести.
Кроме того, коррозия покрытых бетоном стали и железа может вызвать раскалывание бетона, что создает серьёзные конструкторские трудности. Это одна из наиболее распространённых причин аварий железобетонных мостов.